# Peapod
Peapod is een Amerikaans e-commercebedrijf, ontstaan in 1989, en sinds 2001 onderdeel van Ahold Delhaize. Het bedrijf is de grootste online kruidenier en bezorgdienst van voedingsproducten in de Verenigde Staten. Het is een van de pioniers van het webwinkelen.
Het bedrijf is met ruim 200 afhaalpunten actief in 24 Amerikaanse staten en telt ruim 4.600 werknemers. De boodschappenbezorger heeft partnerships afgesloten met de supermarktketens Stop & Shop en Giant Food, beide deel uitmakend van Ahold Delhaize, waar het bedrijf de online bestelde boodschappen kan afleveren.

## Geschiedenis

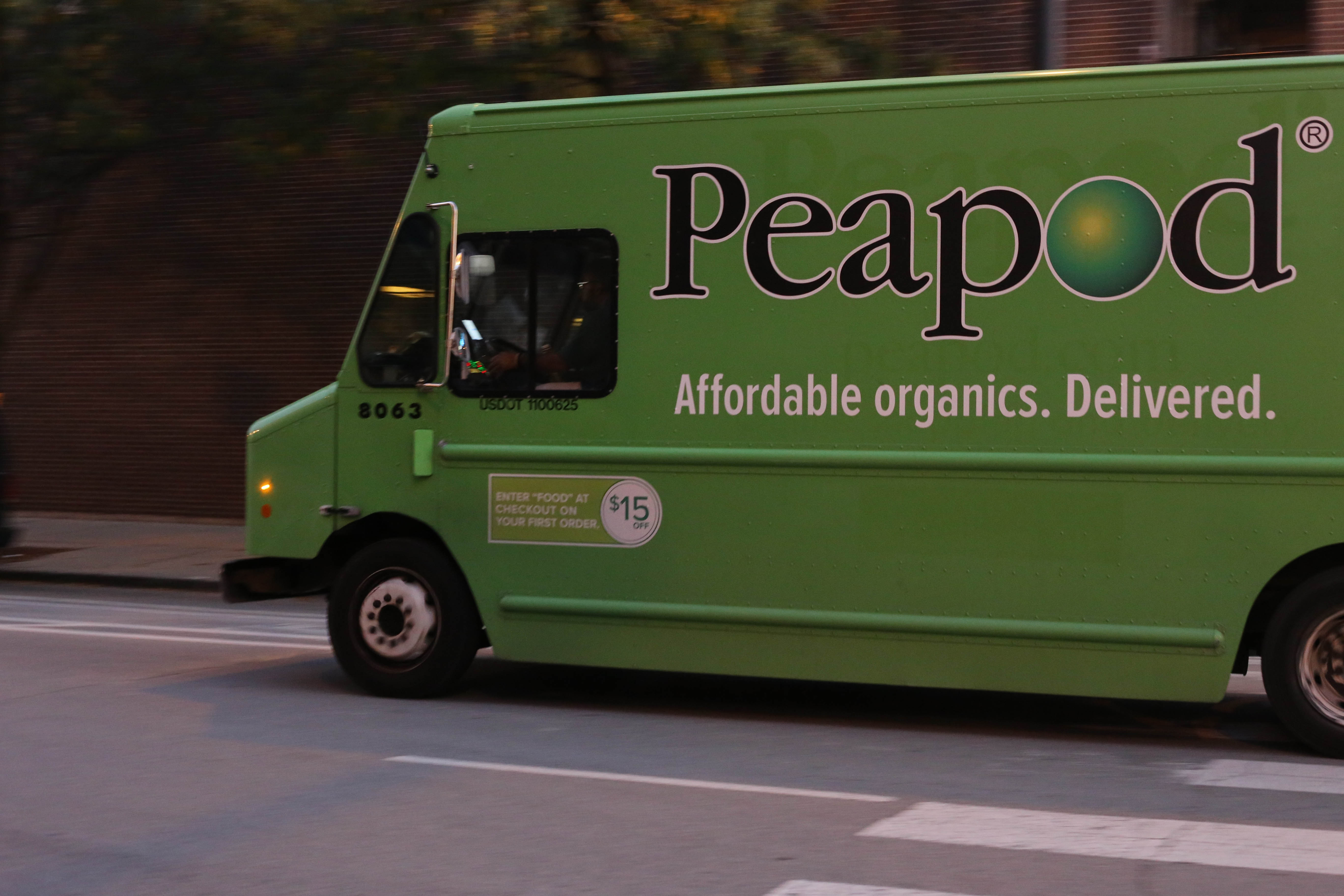
Peapod-bezorgdienst

In 1989 werd het bedrijf door twee broers, Thomas en Andrew Parkinson, in Chicago opgericht. In de beginjaren leverden medewerkers op een floppy disk de productcatalogus van het bedrijf handmatig af aan klanten. In eerste instantie richtten ze zich op ongeveer 400 mensen in de omgeving van Chicago. In 1996 werd het bedrijf online actief met een website.

### Beursintroductie
Op 11 juni 1997 ging het bedrijf over tot een beursintroductie op Nasdaq, de Amerikaanse beurs voor groeiaandelen. De introductieprijs bedroeg 16 dollar. Dat jaar realiseerde de onderneming een jaaromzet van 57 miljoen dollar en een verlies van 12 miljoen dollar.
Met een omzet van 69 miljoen dollar in 1998 groeide het bedrijf uit tot de grootste online kruidenierswinkel van de Verenigde Staten. In 1999 was de jaaromzet reeds gestegen tot 73 miljoen dollar, maar het verlies steeg naar 29 miljoen dollar.

### Overname door Ahold
In 2000 verwierf Ahold, dat al sinds 1996 met Peapod samenwerkte in Boston en op Long Island, 51% van de aandelen van de beursgenoteerde internetkruidenier voor 73 miljoen dollar. Op dat moment was de onderneming bijna bankroet. Het bedrijf was sinds eind 1999 in zware financiële problemen gekomen door de omschakeling naar een nieuw bedrijfsmodel met eigen distributiecentra. Toen topman Bill Malloy opstapte, trok vervolgens diverse financiers zich terug die nieuw kapitaal zouden investeren. Drie van de 5 vestigingen (Chicago, Boston en New York) waren echter reeds winstgevend.
De overige aandelen werden in juli 2001 door Ahold verworven voor 37 miljoen dollar of 2,5 $ per aandeel, een premie van 72% op Peapod’s beurskoers van 16 juli 2001. Om het bedrijf break even te laten opereren, stelde Ahold dat ze 110 miljoen dollar dienden te investeren om een omzet te bereiken van 300 miljoen dollar tegen 2005 en een winst van 6 miljoen dollar. De onderneming kreeg door de overname toegang tot het netwerk van Ahold in de Verenigde Staten en kon daardoor afzien van het bouwen van kostbare, nieuwe distributiecentra.

## Groeibedrijf
Ahold investeerde de afgelopen jaren tientallen miljoenen euro’s in het bedrijf. In 2013 openden er elke week twee tot zes nieuwe afhaalpunten. De onderneming was in eerste instantie louter gericht op het bezorgen van boodschappen. Door het openen van afhaalpunten kan de consument ook zijn boodschappen afhalen in de verschillende formules van Ahold Delhaize, waaronder Stop & Shop en Giant Food. In samenwerking met o.m. Kraft Heinz en Barilla verkoopt het bedrijf, als aanvulling op de normale boodschappen, ook maaltijdpakketten.
In 20 jaar tijd is de omzet vertienvoudigd. In 2013 realiseerde de onderneming een omzet van ongeveer 550 miljoen dollar. Drie jaar later was de jaaromzet reeds toegenomen tot 758 miljoen dollar.

De onderstaande tabel geeft op basis van de beschikbare informatie een indicatie van de omzetevolutie van de onderneming sinds 1994. Voor diverse boekjaren werden de resultaten niet publiek beschikbaar gemaakt.
| Jaar | Omzet (in US$ miljoen) | Omzetgroei | Netto- resultaat (in US$ miljoenen) |
| ---- | ---------------------- | ---------- | ----------------------------------- |
| 1994 | ± 8                    | -          | -                                   |
| 1995 | ± 15                   | +87,5%     | -                                   |
| 1996 | ± 30                   | +100%      |                                     |
| 1997 | 57,3                   | +90%       | -12                                 |
| 1998 | 69,3                   | +21%       | -21,5                               |
| 1999 | 72,7                   | +5,3%      | -28,5                               |
| 2000 | 92,8                   | +35,9%     | -56,8                               |
| 2001 | ± 100                  | +7,75%     | -47,9                               |
| 2002 | 128,9                  | +28,9%     | -                                   |
| 2003 | 158,2                  | +22,7%     | -                                   |
| 2004 | ± 175                  | +10,6%     | -                                   |
| 2005 | ± 183                  | +4,6%      | -                                   |
| 2006 | ± 240                  | +31,2%     | -                                   |
| 2007 | -                      | -          | -                                   |
| 2008 | -                      | -          | -                                   |
| 2009 | ± 400                  | -          | -                                   |
| 2010 | ± 451                  | +12,75%    | -                                   |
| 2011 | ± 479                  | +6,2%      | -                                   |
| 2012 | ± 500                  | +4,4%      | -                                   |
| 2013 | ± 550                  | +10%       | -                                   |
| 2014 | ± 590                  | +7,2%      | -                                   |
| 2015 | ± 712                  | +20,6%     | -                                   |
| 2016 | ± 758                  | +6,4%      | -                                   |